# 奥尔穆瓦
奥尔穆瓦（法語：Ormoy，法語發音：[ɔʁmwa] ⓘ）是法国法兰西岛大区埃松省的一个市镇，属于埃夫里区。

## 地理
奥尔穆瓦（48°34'34"N, 2°26'48"E）面积1.88 平方千米，位于法国法蘭西島大區埃松省，该省份为法国北部内陆省份，北起上塞纳省和马恩河谷省，西接厄尔-卢瓦省和伊夫林省，南至卢瓦雷省，东临塞纳-马恩省。
与奥尔穆瓦接壤的市镇（或旧市镇、城区）包括：维拉贝、科尔贝伊-埃松、勒库德赖-蒙索、梅讷西。

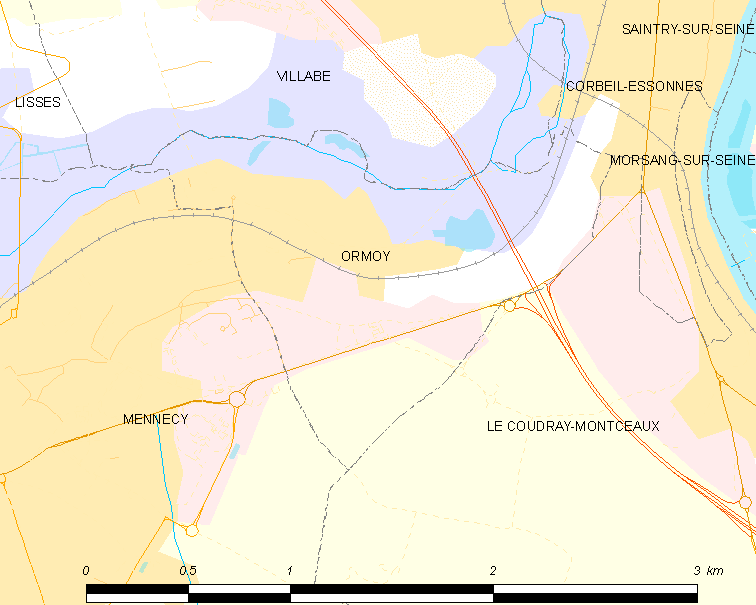
奥尔穆瓦的OSM定位图

奥尔穆瓦的时区为UTC+01:00、UTC+02:00（夏令时）。

## 行政
奥尔穆瓦的邮政编码为91540，INSEE市镇编码为91468。

## 政治
奥尔穆瓦所属的省级选区为梅讷西县。

## 人口

1962-2008年间奥尔穆瓦人口变化图示

奥尔穆瓦于2022年1月1日时的人口数量为2896人。